# Eduardo Huelin Reissig
Eduardo Huelin Reissig (Málaga, 18 de noviembre de 1822 - ibídem, 25 de abril de 1891) fue un empresario e industrial español del siglo XIX.
Hijo de Guillermo Huelin Mandly, comerciante malagueño de ascendencia británica, y María Luisa Reissig y Ruano, vivió un tiempo en Nueva York y a su regreso se dedicó a la exportación de vino y frutos secos. 
Sus negocios fueron varios. En 1856, cuando contaba con sólo 34 años, fue uno de los socios fundadores del Banco de Málaga. Más adelante, estableció una fábrica de gorras y sombreros, con cuyos productos logró diferentes premios en Inglaterra. Para entonces, su actividad industrial y comercial le valió para que la reina Isabel II le concediera el título de caballero de la Orden de Carlos III.
También entró en la industria de la caña de azúcar, pero Eduardo Huelin Reissig destaca sobre todo por levantar en 1870 las primeras viviendas especialmente diseñadas para obreros, creando el primer poblado de carácter industrial en Málaga (origen del actual barrio de Huelin), junto al ingenio azucarero de su propiedad, que estaba ubicado cerca de la ferrería La Constancia de los Heredia y la fábrica textil de la Industria Malagueña S.A., de los Larios.
Murió de hemiplejía a la edad de 69 años.